# (20033) 1992 PR1
1992 PR1 (asteroide n.º 20033) es un asteroide del cinturón principal. Posee una excentricidad de 0,17431190 y una inclinación de 11.17793º.
Este asteroide fue descubierto el 8 de agosto de 1992 por Eric Walter Elst en Caussols.